# Sizilianisches Abenteuer
Das sizilianische Abenteuer (auch sizilische Abenteuer, englisch Sicilian affair oder Sicilian business) war der Versuch des englischen Königs Heinrich III., für seinen jüngeren Sohn Edmund das Königreich Sizilien zu erwerben.

## Hintergrund
Nach jahrelangen Konflikten zwischen Papst Innozenz IV. und dem Stauferkaiser Friedrich II., der auch König von Sizilien war, war der Kaiser 1245 vom Konzil von Lyon auf Betreiben des Papstes für abgesetzt erklärt worden. Um Unterstützung im Kampf gegen seinen mächtigen Gegner zu erhalten, bot der Papst die Rechte an dem reichen Königreich Sizilien, das neben der Insel auch weite Teile Süditaliens umfasste, zunächst Karl von Anjou, einem Bruder des französischen Königs an. Als dieser das Angebot ablehnte, wandte sich der Papst 1252 an Richard von Cornwall, den Bruder des englischen Königs Heinrich III. Obwohl Heinrich III. versuchte, Richard zu überreden, auf das Angebot einzugehen, lehnte auch dieser das riskante Angebot ab, da das Königreich Sizilien zunächst von König Konrad IV., dem Sohn des 1250 gestorbenen Friedrichs II., erobert werden musste. Als der Papst sich im Dezember 1253 an Heinrich III. selbst wandte, zeigte dieser nun Interesse an dem Königreich, das er seinem zweiten, damals neunjährigen Sohn Edmund übergeben wollte.

## Das Angebot von Innozenz IV.
Der König weilte zu dieser Zeit in seinen südwestfranzösischen Besitzungen, wo er Unruhen niederschlagen musste. Im Februar 1254 nahm er in Bazas in der Gascogne das Angebot des Papstes an. Am 6. März 1254 bot der mit den Verhandlungen betraute päpstliche Nuntius in England, Alberto di Parma, Edmund offiziell Sizilien an, was Papst Innozenz IV. am 14. Mai in Assisi bestätigte. Im Mai 1254 kam der junge Edmund zusammen mit seiner Mutter und seinem älteren Bruder Eduard ebenfalls in die Gascogne, wo sie bis Dezember blieben. Am 25. Mai befahl Heinrich III. die Anfertigung eines Siegels für Edmund als König von Sizilien. Als der Papst vom Tod Konrads IV., der am 21. Mai 1254 gestorben war, erfuhr, hoffte er auf rasche militärische Unterstützung aus England. Zwar hatte Friedrich II. unehelicher Sohn Manfred für seinen minderjährigen Neffen Konradin die Regentschaft in Sizilien übernommen, doch der Papst glaubte, dass angesichts eines wirklichen Gegenspieler der Staufer deren Herrschaft in Sizilien zusammenbrechen würde. Innozenz forderte den englischen König deshalb auf, energisch, rasch und kraftvoll zu handeln und Edmund mit einer starken Armee und ausreichenden finanziellen Mitteln nach Italien zu schicken.
Zwar hatte Heinrich III. ab Beginn der 1250er Jahre begonnen, einen Goldschatz zur Finanzierung seines geplanten Kreuzzugs ins Heilige Land anzusammeln. In England waren im 13. Jahrhundert Silbermünzen üblich, während Goldmünzen ungewöhnlich und selten waren. Im Heiligen Land, aber auch in Sizilien waren Goldmünzen dagegen üblich. Der König verlangte, dass Gebühren und Strafen in Gold anstelle in Silber bezahlt würden, was sowohl für die Geistlichkeit wie auch für die weltliche Bevölkerung eine schwere Belastung darstellte. Den Großteil dieses Goldes hatte der König jedoch bereits für die Expedition in die Gascogne aufgebraucht. Dennoch waren die Unruhen dort nicht vollends niedergeschlagen, so dass er auf weitere Hilfsgelder aus England angewiesen war. Im Juni oder Juli 1254 muss der König in der Gascogne erneut Nuntius Alberto di Parma getroffen haben. Dabei gestand der König dem päpstlichen Gesandten offen, dass er kaum die Mittel für einen Feldzug nach Sizilien hatte, weshalb er den Papst um die Gewährung der Steuer eines Zehnten auf die englische Kirche bat. Diese Steuer hatte der Papst dem König unlängst für die Finanzierung seines Kreuzzugs gewährt. Der König hoffte nun, diese Mittel für den Feldzug nach Sizilien verwenden zu dürfen, dazu hoffte er, dass ein Feldzug nach Sizilien den von ihm geleisteten Kreuzzugseid erfüllen sollte. Der Papst hatte dem englischen König bislang etwa £ 25.000 Unterstützung für die Eroberung Siziliens zugesagt. Dies war allerdings wesentlich weniger, als er zuvor Karl von Anjou angeboten hatte. Diesem hatte er etwa £ 50.000 für die Vorbereitungen des Feldzugs geboten, weitere £ 50.000 bei einem Einmarsch in Sizilien und dann jährlich £ 100.000, bis Sizilien erobert worden sei. Alberto di Parma zögerte nun angesichts dieser Schwäche des Königs, die Verleihung von Sizilien an Edmund zu erneuern.
Ohne konkrete Vereinbarungen mit dem Papst getroffen zu haben, reiste Heinrich III. Ende Oktober 1254 von der Gascogne über Paris nach England, wo er erst Anfang Januar 1255 eintraf. Der Papst hatte vermutlich selbst schon zu diesem Zeitpunkt erkannt, dass der englische König ihm kaum im Kampf gegen die Staufer helfen konnte. Bei seinen Versuchen, Verbündete gegen den Stauferregenten Manfred zu finden, bereitete er dabei folgerichtig nicht diplomatisch die Übertragung Siziliens an Edmund vor, sondern ließ die Verhandlungen in seinem Namen führen.

## Die Bedingungen Papst Alexanders IV.
Im November 1254 kamen anstelle einer englischen Armee Peter D’Aigueblanche, der aus Savoyen stammende Bischof von Hereford, sowie Henricus de Segusio, Erzbischof von Embrun in Savoyen, als Gesandte des englischen Königs nach Italien. Am 7. Dezember 1254 starb Papst Innozenz IV., und sein Versuch, die Herrschaft von Manfred über Sizilien zu beenden, brach zusammen. Innozenz Nachfolger, Papst Alexander IV., versuchte zunächst eine Verständigung mit Manfred. Erst als dies scheiterte, wandte er sich an den englischen König bzw. an dessen Gesandte in Italien. Mit ihnen schloss er am 9. April 1255 ein Abkommen, das jedoch ganz anders gewichtet war als das Abkommen, dass sein Vorgänger Innozenz dem englischen König in Aussicht gestellt hatte. Anstatt dem englischen König finanzielle Unterstützung zu gewähren, erwartete Alexander nun finanzielle Unterstützung durch den englischen König. Dieser sollte dem Papst die bislang entstandenen Kosten für den Kampf gegen die Staufer erstatten, die auf 135.541 Mark (£ 90.360) beziffert wurden. Edmund sollte Sizilien als Lehen des Papstes erhalten, im Gegenzug sollte er dem Papst jährlich 2000 Unzen Gold zahlen und ihn im Kriegsfall für bis zu drei Monate mit 300 Rittern unterstützen. Da Edmund erst zehn Jahre alt war, sollte Heinrich III. an seiner Stelle dem Papst für Sizilien huldigen, nach Vollendung des 15. Lebensjahrs sollte Edmund diese Huldigung wiederholen. Erst nach Entrichtung der verlangten Summe sollte der englische König eine Armee nach Sizilien führen dürfen, wobei er sich verpflichten sollte, bis Michaelis, also Ende September 1256, den Feldzug zu unternehmen. Sollte der König diese Frist nicht einhalten, würde der Anspruch Edmunds auf Sizilien verfallen und der Papst könnte Heinrich III. exkommunizieren sowie England unter das Interdikt stellen.
Diese hohen Forderungen waren klar von den Erfahrungen bestimmt, die die Kurie aus den bisherigen Verhandlungen mit dem englischen König hatte, besonders von den enttäuschten Erwartungen von Innozenz IV., der auf einen raschen und energischen Feldzug nach Sizilien gedrängt hatte. Die strengen päpstlichen Forderungen lassen vermuten, dass die Kurie keine Hoffnung mehr auf eine tatsächliche Unterstützung durch englische Truppen hatte. Dafür erhoffte sich der Papst jedoch noch die finanzielle Unterstützung durch den englischen König, weshalb er ihm nun das Recht gewährte, den Zehnten der englischen Kirche für die Zahlung der etwa £ 90.000 zu verwenden, die der Papst erwartete. Überraschenderweise akzeptierten die englischen Gesandten und der englische König trotz der angespannten Finanzlage des Königs das schier unmögliche Angebot.

## Ungenügende Vorbereitungen des Königs
Heinrich III. schien wirklich noch zu hoffen, dass sein Sohn König von Sizilien werden könne. Er begann deshalb wieder, einen Goldschatz anzusammeln. Dieser umfasste jedoch bis 1257 höchstens £ 3800 und war damit keineswegs für einen Feldzug nach Italien ausreichend. Da Edmund jedoch 1255 erst zehn Jahre alt war, hätte sein Vater oder ein anderer mächtiger Adliger für ihn den Feldzug führen müssen. Heinrich selbst war kein erfahrener Feldherr, der einen Feldzug ins ferne Sizilien führen konnte. Er hatte zwar selbst zwei Feldzüge nach Frankreich geführt, bei denen er aber völlig erfolglos geblieben war. Bei seinem Feldzug im Saintonge-Krieg 1242 war er sogar nur knapp einer Gefangennahme entkommen. Gegen die Rebellion in der Gascogne ging er 1254 nur zögerlich vor und hielt sich außer bei der Belagerung einer Burg von militärischen Operationen zurück. Als er das sizilianische Abenteuer plante, erklärte er sich nie offen bereit, selbst den Feldzug zu führen. Dazu gab es logistische Probleme, da die Engländer auf dem Landweg nur schwer nach Sizilien gelangen konnten und auch auf dem Seeweg nur begrenzt Truppen nach Italien bringen konnten. Deshalb hätte ein Großteil des Heeres aus italienischen Verbündeten und in Italien angeworbenen Söldnern bestehen müssen. Zwar war der englische König Richard Löwenherz bereits 1190 mit einer Flotte in Sizilien gelandet und hatte erfolgreich auf der Insel interveniert, doch damals war er auf dem Weg zum Dritten Kreuzzug gewesen. Dadurch hatte er die formelle Unterstützung des französischen Königs gehabt, der ihm gestattet hatte, seine Truppen von Marseille aus einzuschiffen. In den 1250er Jahren bestand zwischen England und Frankreich jedoch nur ein brüchiger Waffenstillstand, und Marseille und die Provence standen unter der Herrschaft von Karl von Anjou, dem Papst Innozenz zuvor das Königreich Sizilien angeboten hatte. Karl hatte dieses Angebot 1253 abgelehnt, würde aber kaum einen englischen Prinzen unterstützen, an seiner Stelle nun König von Sizilien zu werden. Heinrichs Wunsch, seinem Sohn Edmund zum König zu Sizilien zu machen, förderte jedoch seine Bereitschaft zu einem Ausgleich mit dem französischen König, was schließlich mit zum Abschluss des Vertrags von Paris 1259 führte.

## Scheitern des Abenteuers im Parlament
Letztlich verfügte der König weder über ausreichend finanzielle Mittel für das Unternehmen noch über die erforderlichen militärischen Ressourcen. Die einzige Möglichkeit, die Mittel für einen Feldzug nach Sizilien zu bekommen, war für Heinrich III., das Parlament um die Gewährung einer allgemeinen Steuer zu bitten. Im Oktober 1255 wurde die Abmachung des Königs mit Papst Alexander, die Heinrich und sein Rat schon beschlossen hatten, im Parlament bekannt. Heinrichs Ankündigung, dem Papst bis Michaelis 1256 unter Androhung der Exkommunikation 135.000 Mark zu zahlen, und seine Vision, über den Landweg eine Armee durch Frankreich nach Sizilien zu führen, stießen im Parlament auf eisiges Schweigen. Trotz aller Hindernisse glaubte der König weiterhin, dass sein Sohn Edmund eine reelle Chance hatte, König von Sizilien zu werden. Heinrich bezeichnete ihn öffentlich als König von Sizilien, und am 18. Oktober 1255 setzte der päpstliche Nuntius Bischof Giacomo Boncambi von Bologna Edmund erneut als König von Sizilien ein. Wie ernst Heinrich III. diese Pläne nahm, zeigen Heiratsverhandlungen, die er 1256 führte und nach denen er Edmund mit Plaisance, der Königin von Zypern, verheiraten wollte. Dazu sollte der Thronfolger von Zypern, Hugo II., Edmunds Schwester Beatrix heiraten. Parallel dazu gab es am englischen Königshof Bestrebungen, dem sizilianischen König Manfred vorzuschlagen, dass Edmund eine von dessen Töchter heiraten solle. Anschließend solle Manfred zugunsten seines Schwiegersohns auf die Krone verzichten. Letztlich scheiterte die Umsetzung dieses tollkühnen Vorhabens völlig. Heinrich III. war außerstande, die geforderte Summe dem Papst zu zahlen, geschweige denn die Kosten für einen Erfolg versprechenden Feldzug nach Sizilien aufzubringen, obwohl allein die Kirche durch ihren Zehnten bis 1258 etwa £ 40.000 an den Papst gezahlt hatte. Auch als Heinrich III. dem Parlament im Frühjahr 1257 Edmund in apulischer Tracht vorführen ließ, konnte er weder die Magnaten noch die Geistlichen von dem Vorhaben überzeugen, die Mittel für ein kostspieliges und aberwitziges Unternehmen wie für einen Feldzug nach Sizilien zu gewähren, bei dessen Planung sie nicht um Rat gefragt worden waren. Im Gegenteil, die Magnaten und Prälaten stellten eine Auflistung zusammen, warum sie das Vorhaben für undurchführbar hielten, dazu warfen sie dem König vor, sie nicht ausreichend um ihren Rat gefragt zu haben. Zwar bewilligte der Klerus dem König £ 52.000 unter dem Vorbehalt, damit die Schulden des Königs beim Papst zu begleichen. Gleichzeitig verstärkten sie aber ihren Widerstand gegen Heinrichs Pläne. Angesichts dieser Opposition begann Heinrich nachzugeben und bat den Papst um eine Verlängerung der Frist, um dessen Bedingungen zu erfüllen.

## Die Rolle der Savoyarden
Die treibende Kraft hinter dem sizilianischen Abenteuer war wahrscheinlich nicht der englische König, der zwar teils einfältig handelte, sich aber seiner eigenen begrenzten Möglichkeiten bewusst war. Ein wesentliches Interesse an Sizilien hatten dagegen die Verwandten seiner Ehefrau Eleonore von der Provence aus Savoyen. Mehrere von ihnen, Peter von Savoyen, Earl of Richmond, Erzbischof Bonifatius von Savoyen, Thomas von Savoyen sowie Bischof Peter D’Aigueblanche hatten erheblichen Einfluss am Königshof. Sowohl Peter von Savoyen wie auch Bischof D’Aigueblanche waren im Februar 1254 zusammen mit dem König in der Gascogne, als dieser das Angebot des Papstes annahm. Der wichtigste Gesandte, der die Botschaften zwischen dem Papst, dessen Gesandten Albert und Heinrich III. austauschte, war der aus Savoyen stammende päpstliche Kaplan John de Ambléon. Dem Komitee, das Heinrich III. mit den Verhandlungen mit der Kurie beauftragte, gehörten Philipp von Savoyen, gewählter Erzbischof von Lyon, dessen Brüder Peter und Thomas sowie der Bischof D’Aigueblanche an. Die Halbbrüder des Königs aus Südwestfrankreich, die sogenannten Lusignans, die sonst seit 1247 erheblichen Einfluss am Königshof hatten, waren an diesen Verhandlungen auffallend unbeteiligt.
Unter den Savoyarden ragt eine Person hervor, Thomas von Savoyen. Durch Heirat Graf von Flandern, hatte er diese reiche Grafschaft nach dem Tod seiner Frau 1244 wieder verloren. Er hatte in der Folge erheblichen Einfluss auf Heinrich III., dazu war er 1248 Reichsvikar für Pavia sowie Herr von Turin geworden. Nach dem Tod von Kaiser Friedrich II. 1250 wechselte er die Seiten und heiratete eine Nichte von Papst Innozenz IV. Nach dem Tod seines älteren Bruders Amadeus wurde er im Juni 1253 dazu Regent von Savoyen. In der Folge wurde er ein entschiedener Befürworter der Idee, Edmund zum König von Sizilien zu machen. Als der Papst im Mai 1254 Edmund als König bestätigte, war Thomas am Papsthof. Zusammen mit John de Ambléon bat er Papst Innozenz, das ein Feldzug nach Sizilien den Kreuzzugseid von Heinrich III. erfüllen würde. Am 30. Oktober 1254 wurde in Bordeaux im Namen Edmunds Thomas zum Fürsten von Capua ernannt, was wohl ein Dank an ihn war, dass er Edmunds Ernennung zum König von Sizilien unterstützt hatte. Angesichts der Führungsschwäche von Heinrich III. wurde offen erwartet, dass Thomas von Savoyen der eigentliche Führer einer englischen Armee würde, die über Südwestfrankreich und dann über Sayoven nach Italien gelangen sollte. Briefe zwischen dem Papst und Thomas von Savoyen belegen, dass Thomas sich dafür noch weitere Belohnungen in Sizilien erhoffte, wobei offen bleibt, inwieweit die englischen Truppen Frankreich hätten passieren können. Ende 1254 war Thomas zusammen mit Heinrich III. in Paris zu Gast beim französischen König. Anschließend war der englische König vom Erfolg der Thronkandidatur Edmunds überzeugt. An der Annahme des Angebotes, das Papst Alexander 1255 unterbreitet hatte, waren dagegen vermutlich weder Thomas von Savoyen noch sein Bruder Peter von Savoyen direkt beteiligt. Letztlich hielt sich Thomas von Savoyen allerdings Optionen zu allen Seiten offen, da eine Tochter seines Bruders Amadeus mit Manfred von Sizilien verheiratet war.

## Folgen
Auf Unterstützung aus Savoyen konnte Heinrich III. nicht weiter bauen, nachdem Thomas von Savoyen 1255 in Italien während eines Kriegs mit Asti in die Gefangenschaft seiner Gegner geraten war und erst im Juni 1257 freikam. Ein neuer Krieg in Wales ab 1256 führte dazu, dass der König keine weiteren Mittel mehr sparen konnte. Für April 1258 hatte der König ein Parlament nach Oxford einberufen, nachdem eine königliche Delegation vom Papst keine Verringerung der Geldforderungen erreichen konnte. Der Papst hatte den König dazu aufgefordert, Frieden mit Frankreich zu schließen und bis zum 1. März 1259 ein 8500 Mann starkes Heer nach Italien zu führen. Als der König nun an der Durchführung des sizilianischen Abenteuers festhielt und erneut versuchte, vom Parlament eine Steuer bewilligt zu bekommen, führte dies angesichts des Scheiterns des Königs im Kampf mit den walisischen Fürsten zur Rebellion weiter Teile des Adels. In den Provisions of Oxford setzten die Rebellen eine weitgehende Entmachtung des Königs durch. Die Barone, die nun die Macht übernommen hatten, strebten eine Aufhebung der Vereinbarung des Königs mit dem Papst an. Daraufhin setzte Papst Alexander IV. am 12. Dezember 1258 das Abkommen aus, solange die verlangten Gelder an ihn nicht gezahlt würden. Heinrich III. hielt zwar weiter an dem sizilianischen Abenteuer fest, und auch der jugendliche Edmund schien weiter an dessen Realisierung zu glauben, doch die politischen Unruhen in England, die schließlich zum offenen Krieg der Barone führten, ließen das Vorhaben letztlich völlig scheitern. Papst Urban IV., der 1261 als Nachfolger von Alexander Papst geworden war, widerrief schließlich die Erhebung Edmunds zum König und befreite ihn und seinen Vater am 28. Juli 1263 davon, das Abkommen mit dem Papst zu erfüllen. Stattdessen bot er die sizilianische Krone erneut dem französischen Prinzen Karl von Anjou an, der tatsächlich 1266 Sizilien erobern konnte.

## Bewertung
Die weitgehende Ablehnung des sizilianischen Abenteuers durch die Zeitgenossen Heinrichs führte mit dazu, dass das Vorhaben bis heute als eines der unsinnigsten Vorhaben, das je ein englischer König begonnen hat bewertet wird. Andere Historiker sehen das Vorhaben Heinrichs inzwischen differenzierter. Trotz der Schwierigkeiten, die eine Umsetzung der Pläne schließlich verhinderten, wäre das Vorhaben militärisch machbar gewesen, wie der erfolgreiche Feldzug von Karl von Anjou bewies. Auch die finanziellen Forderungen des Papstes wären erfüllbar gewesen, wenn man die Summe mit dem Lösegeld vergleicht, das Ende des 12. Jahrhunderts für die Freilassung von Richard Löwenherz aufgebracht wurde.